# Gornji Krčin
Gornji Krčin (en serbe cyrillique : Горњи Крчин) est un village de Serbie situé dans la municipalité de Varvarin, district de Rasina. Au recensement de 2011, il comptait 211 habitants.

## Démographie
| 1948 | 1953 | 1961 | 1971 | 1981 | 1991 | 2002 | 2011 |
| ---- | ---- | ---- | ---- | ---- | ---- | ---- | ---- |
| 340  | 344  | 351  | 337  | 305  | 303  | 243  | 211  |

|  |